# 张钰哲
张钰哲（1902年2月16日—1986年7月21日），男，汉族，福州闽侯人，中国天文学家，中国现代天文学重要的奠基人。中央大学物理系教授，国立中央研究院天文研究所（紫金山天文台前身）所长（1941—1950）。中国科学院紫金山天文台台长（1950—1984）。中国天文学会理事长（1949—1985），中国科学院学部委员（院士）。
1956年3月加入九三学社，任中央委员。1959年当选为第二届全国政协委员。1964年当选第三届全国人大代表，连任第四、五、六届全国人大代表。担任过国家科委天文学科组组长、中国科协第二届委员会委员和江苏省科协第二届委员会副主席、《天文学报》主编、《中国大百科全书·天文学》编委会主任等职。

## 生平
张钰哲曾就读于福州明伦小学、北京师范大学附属中学、1919年考入清华学校（即清华大学）高等科。1923年赴美国留学，就读于康乃尔大学建筑系，1925年转学到芝加哥大学天文系，1929年毕业，获天文学哲学博士学位。同年回国，任國立中央大學物理系教授，讲授天文学、天体物理学和天体力学等课程。1941年任中央研究院天文研究所所长，1946年至1948年3月曾赴美研究交食雙星光譜。1950年國立中央研究院天文研究所更名為中國科學院紫金山天文台，並由张钰哲繼續擔任中国科学院紫金山天文台台长，兼任南京大学天文系教授。1955年当选中国科学院院士，1960年代曾參與人造衛星軌道、月球火箭軌道研究，期間亦有被提審。1984年退休成為紫台名譽會長。
1986年7月15日下午4時左右，張在紫台辦公室工作中突然昏迷至21日上午11時05分病逝於南京。

## 身后
1986年7月31日早上在石子崗殯儀館舉行追悼會，骨灰埋在紫台內一處並不起眼的角落。

## 社会兼职
曾连续当选中国天文学会第一至四届理事会理事长。

## 学术贡献
張鈺哲的研究在小行星及彗星的觀測及軌道計算，主要著作有《变化小行星的光电测光》、《造父变星仙后座CZ的研究》、《哈雷彗星轨道的演化趋势和它的古代历史》等。1928年11月22日，張利用葉凱士天文台的望遠鏡發現了一顆小行星，編號1125，他將其命名為中華，以紀念這是第一顆由中國人發現的小行星。但後來這顆小行星失去蹤跡，紫金山天文台於1957年發現一顆軌道近似的小行星，經張鈺哲本人同意後，便用來取代當年的小行星1125。而那顆丟失的小行星，則剛好在張鈺哲逝世後一個月後被尋回，並給以3789的編號及“中國”的名字，另外他亦在1965年11月1日和11日發現紫金山一號和二號彗星。

## 纪念
為紀念張鈺哲在天文學上貢獻，小行星2051被命名為“張”。2010年8月2日， 位于月球表面的69.1°S 137.8°W的撞击隕石坑被命名为张钰哲隕石坑。

## 家庭
妻子陶強。两人於1933年2月結婚，生下一女张伟华，一子張群華。